# Keys to Ascension
| Оценки критиков               | Оценки критиков |
| Источник                      | Оценка          |
| ----------------------------- | --------------- |
| AllMusic                      | [ 1 ]           |
| The Rolling Stone Album Guide | [ 2 ]           |

Keys to Ascension — четвертый концертный и пятнадцатый студийный альбом британской прогрессив-рок-группы Yes, выпущенный в виде двойного альбома в октябре 1996 года на лейбле Essential Records. Альбом включает в себя половину концертного сета с концертов 1996 года и два новых студийных трека. В 1995 году гитарист Тревор Рэбин и клавишник Тони Кэй покинули группу, что ознаменовало возвращение бывших участников Стива Хау и Рика Уэйкмана, таким образом воссоединив их с вокалистом Джоном Андерсоном, басистом Крисом Сквайром и барабанщиком Аланом Уайтом, в каковом составе группа последний раз выступала в 1979 году.
Keys to Ascension получил в основном положительные отзывы музыкальных критиков. Альбом достиг 48-й строчки в UK Albums Chart и 99-й строчки в Billboard 200. В поддержку альбома Yes организовали пресс-тур, который включал выступления в музыкальных магазинах, на телевидении и радио, а также одноимённое видео с концертами. После того, как в 1996 и 1997 годах были записаны дополнительные студийные треки, они, а также вторая половина концертного сета 1996 года были выпущены в последующем альбоме Keys to Ascension 2 в 1997 году. Студийные треки из обоих альбомов Keys to Ascension были скомпилированы на Keystudio, и оба альбома были полностью изданы в 1998 и 2010 годах.

## Предыстория
В октябре 1994 года Yes в составе вокалиста Джона Андерсона, басиста Криса Сквайра, клавишника Тони Кэя, барабанщика Алана Уайта и гитариста Тревора Рэбина завершили тур 1994 года в поддержку четырнадцатого студийного альбома группы Talk. Тур собрал меньше зрителей, чем в предыдущих турах, и альбом стал коммерческим разочарованием, в результате чего группа, как написал биограф Крис Уэлш, «Оказалась в опасности, погружаясь обратно в безвестность, более темную и глубокую, чем когда-либо в своей истории». В мае 1995 года Рэбин почувствовал, что в творческом плане сделал в группе все, что мог, и решил уйти после 13 лет работы, чтобы стать кинокомпозитором, а Кэй последовал его примеру и занялся другими проектами.
Когда коллектив сократился до трио в составе Андерсона, Сквайра и Уайта, группа сменила менеджера Тони Димитриадиса, который работал с ними с начала 1980-х, на Джона Брюэра. Вскоре после этого к Брюэру обратился британский независимый лейбл Castle Communications, заинтересованный в выпуске альбома Yes на своем дочернем лейбле Essential Records. Брюэр и Castle согласились с этой идеей при условии, что в альбоме будет представлен «классический» состав группы 1970-х годов, в который входили гитарист Стив Хау и клавишник Рик Уэйкман. Двое ушли в 1992 году после турне группы Union и продолжили заниматься своими сольными проектами, но были заинтересованы в возвращении. В июле 1995 года все пять участников согласились поработать вместе и записать альбом. Позже Сквайр рассказал, что изначально планировалось, что в обоих альбомах Keys to Ascension будут представлены только концертные записи, но Castle пожелали, чтобы в них были и новые треки, записанные в студии.

## Запись

### Студийные треки
В октябре 1995 года группа начала сочинять материал и репетировать в городе Сан-Луис-Обиспо, Калифорния. Они выбрали это место после того, как Андерсон переехал туда в августе того же года и предложил им поработать там. Уэйкману особенно нравилось работать в небольшом и отдаленном месте, поскольку это давало группе возможность сосредоточиться «не находясь в центре всеобщего внимания, и это давало каждому шанс провести немного времени вместе и просто спокойно перепрограммировать себя». Для записи нового материала группа арендовала здание, которое раньше было банком, и оборудовала внутри студию звукозаписи, которая впоследствии была названа Yesworld Studio в аннотациях к альбому. С ними работал сопродюсер Том Флетчер, а Кевин Дики, Занг Энджелфайр и Билл Смит помогали с записью и микшированием. Дики также редактировал альбом, используя программное обеспечение Sonic Solutions.
Keys to Ascension содержит два новых студийных трека группы: «Be the One», и «That, That Is». Первый — песня из трех частей, написанная Андерсоном, Сквайром и Хау. Андерсон рассказал, что в песне раскрывается идея обязательства и что группа взяла на себя обязательство снова работать вместе после долгого перерыва.

### Концертные треки
В дополнение к новым студийным песням, группа согласилась провести два концерта в городском театре Фремонт 5 и 6 марта 1996 года, а также записать их и выпустить вместе с новыми треками. Концерты рекламировались онлайн на сайте YesWorld. Чтобы удовлетворить высокий спрос на билеты, 4 марта было организовано ещё одно шоу. Билеты на концерты были распроданы, на каждом из них присутствовало около 650 человек.
Сет-лист для трех концертов был сформирован из тринадцати песен, первоначально выпущенных между 1970 и 1978 годами. Это было первое концертное исполнение «Onward» из альбома Tormato в истории группы и «The Revealing Science of God (Dance of the Dawn)» из альбома Tales from Topographic Oceans с 1974 года. На бис прозвучали «Roundabout» и «Starship Trooper». По словам Хау, большая часть записей второго вечера была использована в концертной части альбома. Эти шоу также были сняты для выпуска одноименного видео видео в 1996 году.

## Список композиций
| №  | Название                                           | Автор(ы)                                       | Длительность |
| -- | -------------------------------------------------- | ---------------------------------------------- | ------------ |
| 1. | «Siberian Khatru»                                  | Джон Андерсон, Стив Хау, Рик Уэйкман           | 10:16        |
| 2. | «The Revealing Science of God (Dance of the Dawn)» | Андерсон, Крис Сквайр, Хау, Уэйкман, Алан Уайт | 20:32        |
| 3. | «America»                                          | Пол Саймон                                     | 10:28        |
| 4. | «Onward»                                           | Сквайр                                         | 5:48         |
| 5. | «Awaken»                                           | Андерсон, Хау                                  | 18:33        |

| №                   | Название | Автор(ы)                    | Длительность |
| ------------------- | --- | --------------------------- | ------------ |
| 1.                  | «Roundabout» | Андерсон, Хау               | 8:30         |
| 2.                  | «Starship Trooper» a. «Life Seeker» (Андерсон) b. «Disillusion» (Сквайр) c. «Würm» (Хау) | Андерсон, Сквайр, Хау       | 13:05        |
| 3.                  | «Be the One» a. «The One» (Андерсон, Сквайр) b. «Humankind» (Андерсон, Сквайр) c. «Skates» (Хау) | Андерсон, Сквайр, Хау       | 9:50         |
| 4.                  | «That, That Is» a. «Togetherness» (Хау) b. «Crossfire» (Андерсон, Сквайр) c. «The Giving Things» (Андерсон, Хау) d. «That Is» (Андерсон) e. «All in All» (Андерсон, Уайт) f. «How Did Heaven Begin» (Андерсон, Хау, Уайт) g. «Agree to Agree» (Андерсон, Сквайр) | Андерсон, Сквайр, Хау, Уайт | 19:14        |
| Общая длительность: | Общая длительность: | Общая длительность:         | 1:00:39      |

## Участники записи
Информация об авторах взята из буклета альбома.
Yes
- Джон Андерсон — вокал, гитары, арфа
- Стив Хау — 6- и 12-струнные гитары, педальная гитара, 5-струнный бас в «Be the One», вокал
- Крис Сквайр — бас-гитара, Пикколо-басс[англ.] в «Be the One», вокал
- Рик Уэйкман — клавишные
- Алан Уайт — барабаны, вокал

Производство
- Yes — производство
- Том Флетчер — продюсер, звукорежиссер, микширование живого звука
- Кевин Дики — помощник звукорежиссера, микширование живого звука, цифровое редактирование в Sonic Solutions[англ.]
- Занг Энджелфайр — помощник инженера
- Билл Смит — микширование живого звука
- Билли Шервуд — микширование «Be the One» и «That That Is»
- Роджер Дин — картины, логотипы, надписи
- Gottlieb Bros./Yes Magazine — фотографии
- Мартин Дин — дизайн упаковки
- Джон Брюэр[англ.] — управление

## Чарты
| Чарт (1996)              | Наивысшая позиция |
| ------------------------ | ----------------- |
| Japanese Albums (Oricon) | 56                |
| Scottish Albums (OCC)    | 69                |
| UK Albums (OCC)          | 48                |
| US Billboard 200         | 99                |

| Чарт (2010)                        | Наивысшая позиция |
| ---------------------------------- | ----------------- |
| Belgian Albums (Ultratop Wallonia) | 86                |
| UK Independent Albums (OCC)        | 25                |